# Simulium dolomitense
Simulium dolomitense är en tvåvingeart som först beskrevs av Rivosecchi 1971.  Simulium dolomitense ingår i släktet Simulium och familjen knott.
Artens utbredningsområde är Italien. Inga underarter finns listade i Catalogue of Life.